# Bathyphantes larvarum
Bathyphantes larvarum là một loài nhện trong họ Linyphiidae.
Loài này thuộc chi Bathyphantes. Bathyphantes larvarum được Lodovico di Caporiacco miêu tả năm 1935.